# Gölcük, Kocaeli
Gölcük là một thành phố và quận ở tỉnh Koceali khu vực Marmara của Thổ Nhĩ Kỳ. Thành phố Gölcük có dân số 129.713 người theo điều tra dân số năm 2009. Đây là thành phố lớn thứ 56 Thổ Nhĩ Kỳ.
Gölcük nằm bên bờ biển của biển Marmara và phía nam của tỉnh. Khu vực này là nơi xảy ra trận động đất gây thảm họa năm 1999. Nhà máy sản xuất xe hơi Ford Otosan Gölcük tọa lạc ở đây.
Gölcük cũng là vị trí của một trong những căn cứ hải quân chính của Hải quân Thổ Nhĩ Kỳ.